# Espai complet
Dins l'entorn de l'anàlisi matemàtica un espai mètric {\displaystyle (X,d)} es diu que és complet si tota successió de Cauchy convergeix, és a dir, hi ha un element de l'espai que és el límit de la successió.
La idea intuïtiva d'aquest concepte és que no hi ha res "enganxat" a {\displaystyle X} i que no estigui en {\displaystyle (X,d)}. Així, per exemple, la recta real és un espai complet, però si li trec un punt, deixa de ser-ho. De la mateixa manera, tot interval tancat en els reals és complet, però tot interval acotat i obert o semi-obert no ho és. Per exemple, l'interval {\displaystyle (0,1)} no és complet, ja que la successió {\displaystyle a_{n}={\frac {1}{n}}} és clarament de Cauchy, però no convergeix, ja que el seu límit és zero, punt que "no existeix", ja que no està en el conjunt.
La importància dels espais complets és que és molt més fàcil demostrar que una successió és de Cauchy que convergeix, ja que per demostrar que una successió és de Cauchy no es necessita conèixer el valor al qual convergeix. Un cop demostrada que la successió és de Cauchy per la completesa de l'espai, arriba que la successió convergeix. S'ha pogut fer-hi mètodes poderosos per demostrar l'existència de solucions d'equacions (v.) numèriques, diferencials o integrals en determinades condicions.

## Exemples
- El conjunt dels nombres racionals, {\displaystyle \mathbb {Q} }, amb el valor absolut com a distància (d (x, y) = abs (xy))) no és complet donat que existeixen successions de nombres racionals que convergeixen a nombres irracionals. A causa de la convergència (en els nombres reals), aquestes successions són de Cauchy, però el valor límit no és racional pel que no convergeixen en els nombres racionals.
- El conjunt dels nombres reals, {\displaystyle \mathbb {R} }, és complet amb la mètrica valor absolut.[1]
- Si un espai normat és complet amb la distància induïda per la seva norma, es diu espai de Banach. Si a més la norma està induïda per un producte escalar, es diu que es tracta d'un espai de Hilbert.

## Alguns resultats
- En un espai mètric tota successió convergent és de Cauchy.
- Sigui (X, d) un espai mètric complet i sigui I un subconjunt no buit de X. Llavors (I, d) és complet si i només si I és un conjunt tancat a (X, d).
- Teorema de les esferes encaixades. Sigui (X, d) un espai mètric. És complet si i només si qualsevol successió d'esferes encaixades els radis tendeixin a zero té intersecció no buida.
- Tot espai vectorial normat de dimensió finita és complet.
- Tot espai mètric pot ser completat, és a dir, hi ha un altre espai mètric {\displaystyle (I,d')} complet, i una isometria {\displaystyle i\colon X\to Y}, tal que {\displaystyle i(X)} és un conjunt dens En {\displaystyle I}. Així, per exemple, la completació de l'interval {\displaystyle (0,1)} resulta ser l'interval {\displaystyle [0,1]}, i la completació dels racionals són els reals.
- Teorema del punt fix de Banach o Teorema de l'Aplicació contractiva. Sigui X un espai mètric complet, i sigui: f: X en X una aplicació contractiva. Llavors, hi ha un únic punt p de X tal que f (p) = p.